# Club Náutico de Garraf
El Club Náutico de Garraf es un club náutico situado en Garraf, provincia de Barcelona (España). Cuenta con un puerto deportivo de 538 amarres en pantalanes y muelles, de los que 52 son de alquiler y transeúntes, con las siguientes características:
- Eslora máxima: De 6 m a 18 metros.
- Calado en bocana: 5 metros.
- Calado en la dársena: 3 metros.

## Historia
Se fundó el 11 de marzo de 1965.